# Obiettivo decentrabile

Un obiettivo decentrabile permette di effettuare correzioni prospettiche delle foto in fase di ripresa spostando il centro del gruppo ottico rispetto al centro del supporto di registrazione (pellicola o trasduttore digitale) mantenendo l'asse ottico normale al piano focale. Un obiettivo basculabile consente il controllo della profondità di campo (controllo accessorio rispetto a quello ottenibile mediante la regolazione del diaframma) tramite l'inclinazione dell'asse ottico rispetto al piano focale.

## Modalità d'impiego

### Decentramento
Quando si effettuano fotografie di edifici o di grandi strutture dal basso è spesso impossibile adattare l'intero soggetto al fotogramma senza inclinare la fotocamera. A causa della prospettiva risultante, la parte superiore (ossia quella fisicamente più lontana) dell'edificio apparirà visualmente più piccola della base, risultato che per la maggioranza delle volte è considerato indesiderato. Questo effetto prospettico è proporzionale alla distanza di ripresa e, di conseguenza, all'angolo visivo dell'obiettivo. Lo stesso problema si pone nella fotografia ravvicinata, quando si richiede che oggetti relativamente piccoli riempiano completamente l'immagine. In questo caso la ricerca dell'inquadratura desiderata introduce la necessità di rilasciare i vincoli di simmetria e normalità tra asse ottico e piano focale.
Fotografando dal basso, le linee cadenti possono essere eliminate tenendo il piano focale (ossia la pellicola o il sensore) parallelo al lato verticale della struttura oggetto della fotografia (piano di ripresa). Effettuando questa operazione con un obiettivo tradizionale verrà catturata solo la parte inferiore del soggetto. Con un obiettivo decentrabile sarà invece possibile tenere il piano focale parallelo al piano di presa, traslando in alto l'asse ottico per sfruttare la parte inferiore del cerchio di copertura.

### Basculaggio
Quando si effettuano fotografie di grandi strutture (piazze, grattacieli) e si è costretti all'impiego del grandangolare o quando, per pura estetica, si preferisca mantenere il punto di vista relativamente vicino al soggetto inquadrato, la profondità di campo della lente adottata può non consentire la messa a fuoco di tutti i piani focali presenti nell'immagine. Riducendo l'apertura del diaframma lo sfocato, ovviamente, si attenua; ma se tale riduzione non è sufficiente diventa inevitabile il ricorso alla inclinazione dell'asse ottico verso il piano più vicino a quello di ripresa. Occorre, per questo, un'ottica basculabile.

## Esempi pratici d'impiego
Le immagini a corredo sono state ottenute tramite obiettivo Canon FD 35mm f/2.8 TS S.S.C. su Panasonic Lumix GF1

### Decentramento
|  | Il decentramento verso il basso, unitamente al basso punto di ripresa, esaspera l'effetto delle linee cadenti.                           |
|  | Decentrando verso l'alto, pur non variando il punto di ripresa, l'effetto delle linee cadenti scompare ed i due tubi appaiono paralleli. |

### Basculaggio
|  |  | La lente è stata allontanata dal corpo tramite un tubo di prolunga da 10 mm. La distanza tra i piani focali è pari a 20 cm per il primo piano ed a 60 cm per lo sfondo. |
|  |  | A tutta apertura è indispensabile scegliere un piano di fuoco. Primo piano e sfondo sono mutuamente esclusivi                                                           |
|  |  | Basculando e diaframmando al massimo si riesce (quasi) a mantenere il fuoco su tutto il campo inquadrato                                                                |

| A tutta apertura, il 35 mm su tubo di prolunga ha una profondità di campo di pochi millimetri. Basculando, anche senza diaframmare, la profondità di campo aumenta considerevolmente. | A tutta apertura, il 35 mm su tubo di prolunga ha una profondità di campo di pochi millimetri. Basculando, anche senza diaframmare, la profondità di campo aumenta considerevolmente. | \| \| \| \| \| \| |
| | |                   |
| | |                   |

## Obiettivi disponibili
I primissimi obiettivi con controllo della prospettiva e decentrabili/basculabili per il formato 35 mm avevano una lunghezza focale pari a 35 mm, che al giorno d'oggi è generalmente considerata troppo lunga per le varie applicazioni della fotografia d'architettura. Con l'avanzare del progresso tecnologico e con il miglioramento della progettazione ottica, ottiche con lunghezze focali prima di 28 mm e successivamente di 24 mm divennero disponibili e furono immediatamente adottate dai fotografi che lavoravano tipicamente molto a ridosso dei soggetti architettonici nei vari contesti urbani.
L'azienda di attrezzatura cinematogrifica Arri offre un sistema decentrabile/basculabile provvisto di movimento per obiettivi con attacco PL, supportato dalle proprie telecamere.
Canon attualmente vende cinque obiettivi con funzioni di decentramento e basculaggio: il Canon TS-E 17mm f/4, il TS-E 24mm f3.5 (I e II versione), il TS-E 45mm f/2.8 e il TS-E 90mm f2.8; tutti questi obiettivi sono dotati di controllo automatico del diaframma.
Nikon introdusse il suo 35mm f/3.5 PC-Nikkor nel 1961, il quale fu il primo obiettivo per il formato 35 mm dotato di un sistema per la correzione della prospettiva; esso poteva decentrare fino a 11 mm in ogni direzione. Canon presentò nel 1963 il primo 35 mm decentrabile e basculabile: il 35mm f/2.8 TS S.S.C.. Nikon correntemente offre quattro ottiche "PC" (Perspective Control), tutte sia decentrabili che basculabili: PC-E Nikkor 19 mm f/4D ED, PC-E Nikkor 24 mm f/3.5D ED, PC-E Micro-Nikkor 45 mm f/2.8D ED e PC-E Micro Nikkor 85 mm f/2.8D ED. Gli obiettivi "Micro" permettono una messa a fuoco alquanto vicina (0,5x d'ingrandimento), sono quindi ideali per la macrografotografia. Invece quelli con la PC-E permettono il controllo automatico del diaframma, però solamente con i corpi macchina Nikon D3, D300 e D700.
Sia sugli obiettivi Canon che quelli Nikon i meccanismi che permettono il decentramento e il basculaggio possono essere ruotati di 90° sia a destra che a sinistra e possono operare orizzontalmente, verticalmente o ad orientamenti intermedi. Generalmente il movimento di basculamento, in tutte queste ottiche, è ortogonale a quello di decentramento, cosicché se si vuole che i meccanismi lavorino nella stessa direzione (in modo parallelo) occorre modificare tali obiettivi smontandone la base. Nei nuovi obiettivi Canon TS-E 17 mm e TS-E 24 mm II il problema di cui sopra è stato risolto consentendo di avere decentramento e basculaggio indipendenti e combinabili tra di loro.
Hartblei produce obiettivi decentrabili compatibili con i corpi macchina di diversi altri produttori. Attualmente offre quattro ottiche tilt-and-shift per il piccolo formato: il TS-PC Hartblei 35 mm f/2.8, il TS-PC Hartblei 65 mm f/3.5, il TS-PC Hartblei 80 mm f/2.8 e il TS-PC Harblei 120 mm f/2.8. Inoltre ha in catalogo il TS-PC Hartblei 45 mm f/3.5 applicabile in alcuni corpi macchina medio formato. I movimenti di decentramento e basculaggio sono possibili indipendentemente in qualunque direzione.
Nel luglio 2008 Hasselblad annunciò un adattatore tilt-and-shift, l'HTS 1.5, il quale può essere usato con le ottiche HCD 28 mm f/4, HC 35 mm f/3.5, HC 50 f/3.5, HC 80 mm f/2.8 e HC 100 mm f/2.2, dotate di attacco H-System. Questo adattatore permette la messa fuoco all'infinito. L'autofocus viene invece disattivato durante l'uso di questo supporto.
Il 22 settembre 2008 Leica annuncia un obiettivo 30 mm tilt-and-shift per il suo nuovo S-System di reflex digitali.
La Schneider Kreuznach dispone di un obiettivo decentrabile con controllo del diaframma, il PC-Super Angulon 28 mm f/2.8. Quest'ottica è disponibile con vari attacchi in modo da poter essere innestata nei corpi macchini di diversi produttori.
Sempre nel 2008 Zenitar annunciò un 35 mm f/2.8 e l'80 mm f/2.8 tilt-and-shift con l'attacco K dei corpi macchina di Pentax.
Tutti gli obiettivi con controllo della prospettiva e decentrabili/basculabili sono ottiche fisse con messa a fuoco manuale. La maggior parte di queste risultano essere assai più costose dei corrispondenti obiettivi tradizionali. Alcuni produttori di fotocamere con medio formato, come Mamiya, hanno risolto in parte questo problema economico introducendo un adattatore per il decentramento che in grado di operare con alcuni obiettivi fissi del produttore stesso.

## Controllo dell'apertura del diaframma
La prima fotocamere SLR con misurazione TTL dell'esposizione interna richiedevano che fosse ridotta l'apertura dell'obiettivo quando si voleva leggere il valore dell'esposizione (questa modalità operativa si chiama tecnicamente stop down). Con il diaframma molto chiuso risultava assai difficoltoso vedere e comporre, poiché il mirino era buio. I modelli che uscirono poco dopo incorporavano un accoppiamento meccanico tra l'obiettivo e il corpo macchina che permise di poter impostare il valore di apertura del diaframma e allo stesso tempo di poter comporre e mettere a fuoco sfruttando la massima apertura dell'obiettivo. Questa nuova caratteristica divenne nota controllo automatico dell'apertura.
Per alcune ottiche, compresi alcuni lunghi teleobiettivi, nonché obiettivi montati su soffietto e obiettivi tilt/shift con controllo della prospettiva, il collegamento meccanico era impraticabile e quindi il controllo automatico dell'apertura risultava impossibile. Diversi obiettivi incorporano una funzione denominata preset (o a preselezione) in cui il diaframma si chiude al valore selezionato solo quando il fotografo aziona uno specifico comando dedicato (pulsante o ghiera), il che avviene normalmente dopo la messa a fuoco e poco prima dello scatto.
Quando Canon introdusse la sua linea di fotocamere EOS nel 1987, gli obiettivi EF incorporarono un diaframma elettromagnetico, eliminando così la necessità di avere una connessione meccanica tra il corpo macchina e il diaframma all'interno dell'ottica. Proprio per questo gli obiettivi decentrabil/basculabili Canon TS-E incorporano il controllo automatico dell'apertura.
Nel 2008 Nikon introdusse i PC-E, le sue prime ottiche tilt-and-shift dotate di diaframma elettromagnetico. Il controllo automatico dell'apertura però è fornito soltanto con i corpi macchina professionali più recenti, ossia D300, D3 e D700; invece per le fotocamere precedenti tali ottiche offrono un controllo dell'apertura mediante preselezione.

## Software per il controllo della prospettiva
Quasi tutti i software di Fotoritocco e Grafica al Computer (post produzione), sono in grado di "deformare" la quadratura delle immagini bidimensionali, in modo da "raddrizzare" l'angolo delle linee parallele riprese: ruotando i piani sulle assi x e y. Ciononostante, questa tecnica non permette il recupero della risoluzione perduta nelle diverse aree "lontane" del soggetto né quello della profondità di campo, a causa dell'angolo piatto della pellicola/sensore. Le aree dell'immagine che vengono "ampliate" con queste tecniche digitali, potrebbero soffrire di effetti visibili di interpolazione dei pixel (ciò dipende dalla risoluzione originale, dal grado di manipolazione, dalla dimensione della stampa e/o della visualizzazione a monitor o in proiezione e soprattutto dalla distanza di osservazione, rispetto all'Acutezza visiva dell'osservatore).
In realtà la prospettiva ripresa dalla fotocamera non cambia, né con gli obiettivi PC né con le modifiche software, ma l'effetto ottico creato, rende questa sensazione. Sempre più spesso vengono forniti dalle case costruttrici, dei plug-in usati in ambiente Software e dedicati alla correzione delle aberrazioni e delle distorsioni, utili per i loro obiettivi messi in commercio, in grado di correggere eventuali difetti ottici non corretti in fase di sviluppo, nella progettazione degli schemi ottici di queste Lenti.

## Fotografia tilt-shift

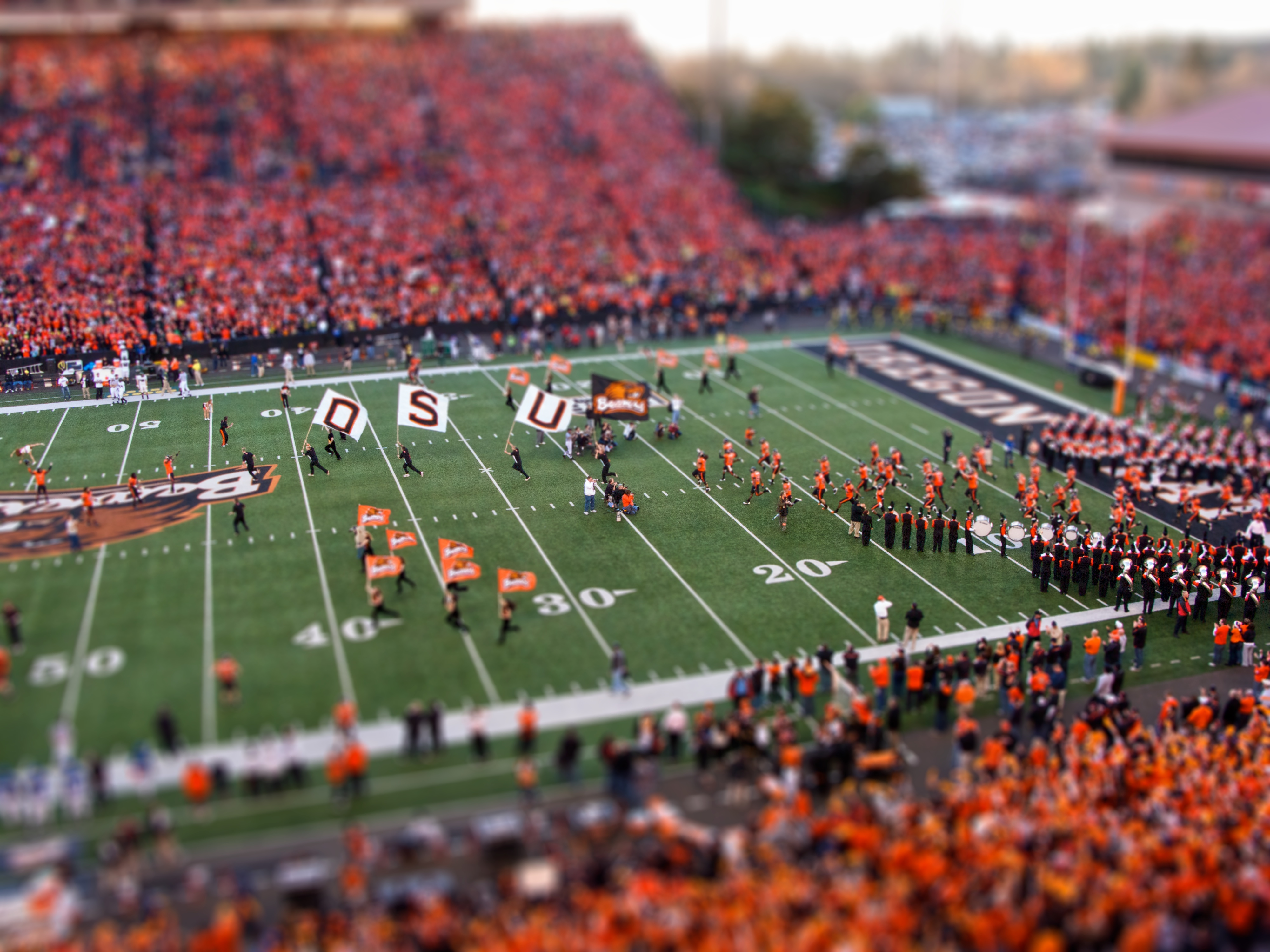
Simulazione in miniatura mediante post-elaborazione digitale che crea un effetto tilt-shift. Il soggetto sembra un plastico giocattolo, in questo caso uno stadio in miniatura.

La fotografia tilt-shift consiste nell'uso di movimenti della fotocamera che modificano l'orientamento o la posizione dell'obiettivo rispetto alla pellicola o al sensore di immagine sulle fotocamere.

## Galleria degli obiettivi decentrabili

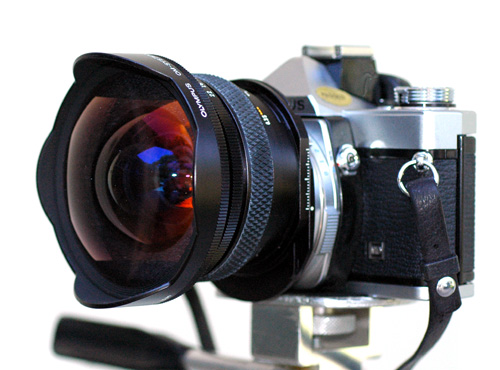
Olympus 24 mm f/3.5 Zuiko-Shift. 10 mm di decentramento massimo. Montata su fotocamera Olympus.
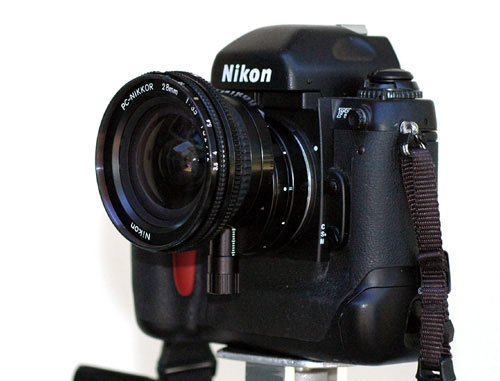
Nikon 28 mm f/3.5 PC-Nikkor. 11 mm di decentramento massimo. Montato su una Nikon F5.
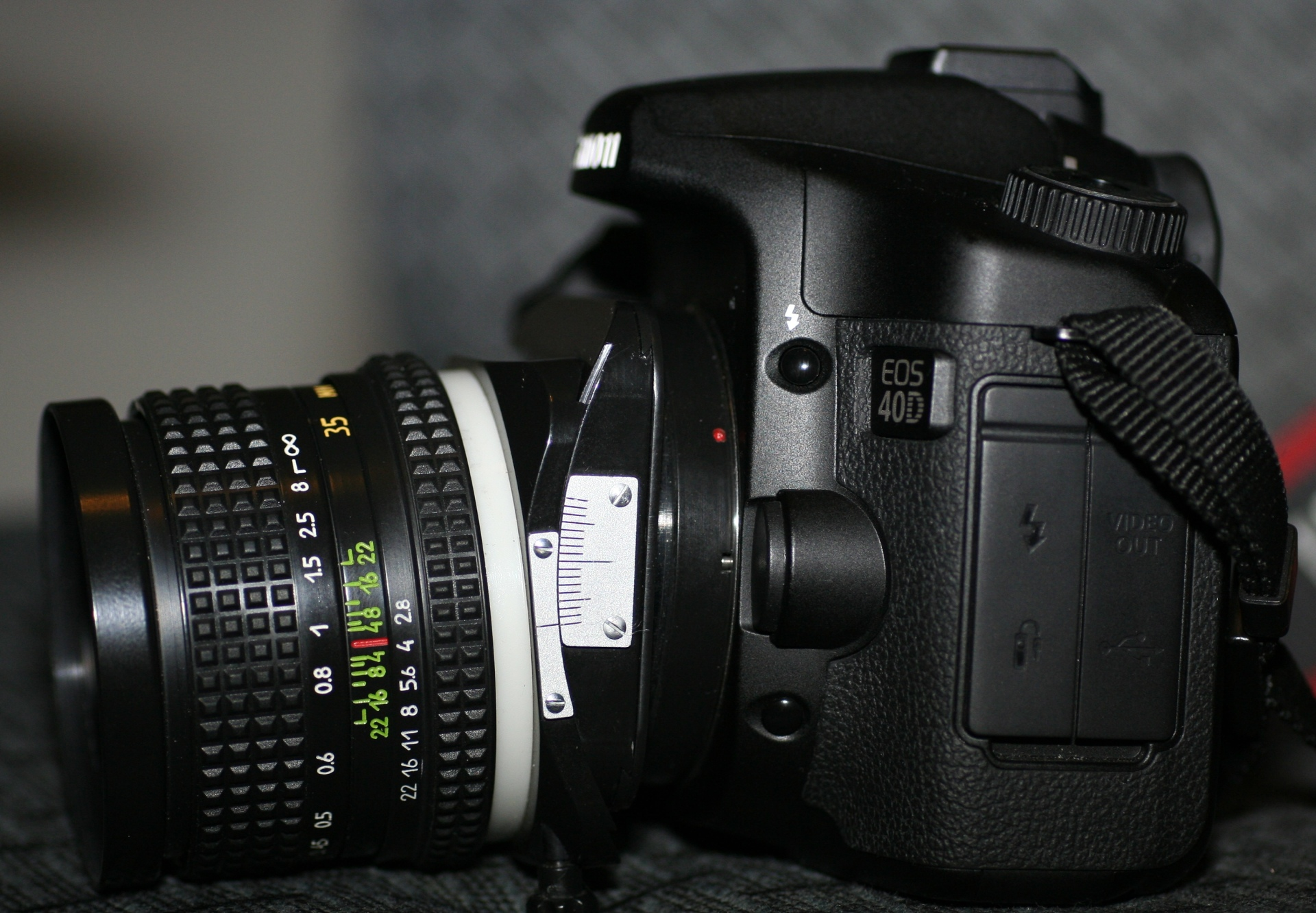
Arax 35 mm montato su una Canon EOS 40D.
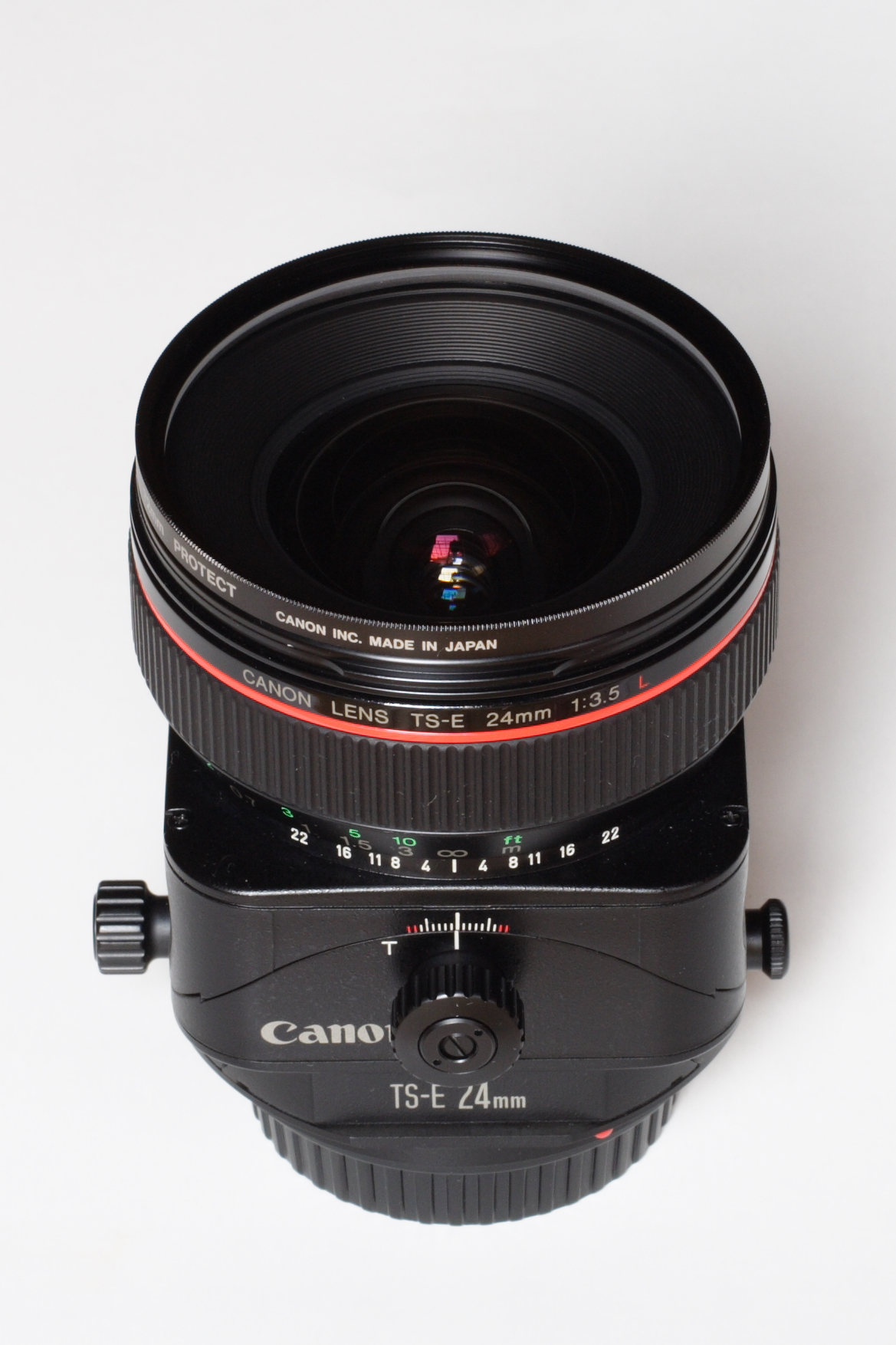
Canon TS-E24mm f/3.5L. 11 mm di decentramento massimo. 8° di raggio d'inclinazione massimo.
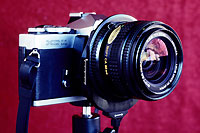
Minolta 35 mm f/2.8. 11 mm di decentramento massimo.
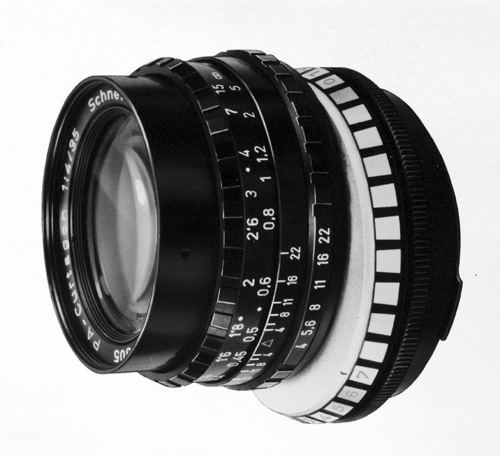
Schneider 35 mm f/4 PA-Curtagon. 7 mm di decentramento massimo.
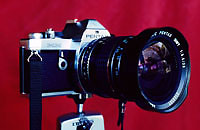
Pentax 28 mm f/2.8 SMC.
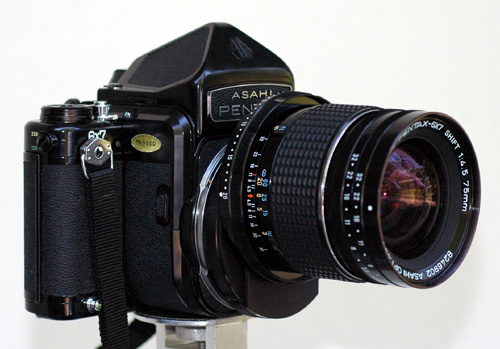
Pentax 6x7 75 mm f/4.5. 20 mm di decentramento massimo. Montato su una Pentax SLR medio formato 6x7.
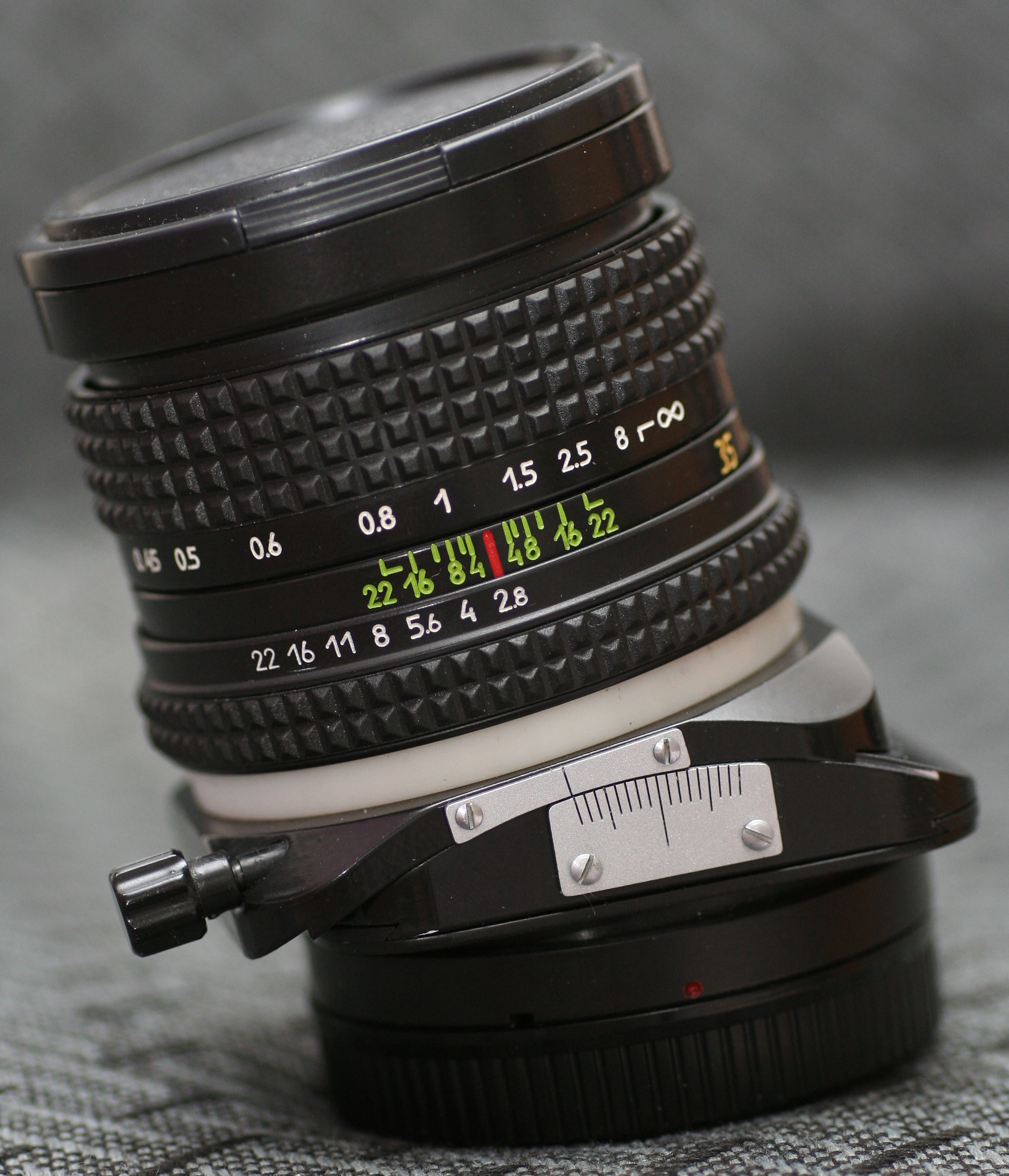
Pentax Arax 35 mm f/2.8 TS.